# Vincetoxicum barbatum
Vincetoxicum barbatum là một loài thực vật có hoa trong họ La bố ma. Loài này được (R. Br.) Kuntze miêu tả khoa học đầu tiên năm 1891.